# JR貨物UT11C形コンテナ
UT11C形コンテナ（UT11Cがたコンテナ）とは、日本貨物鉄道（JR貨物）輸送用として籍を編入している、20 ft形の私有コンテナ（タンクコンテナ）である。

## 概要
本形式の数字部位 「 11 」は、コンテナの容積を元に決定される。このコンテナ容積11㎥の算出は、厳密には端数四捨五入計算の為に、内容積10.5 - 11.4㎥の間に属するコンテナが対象となる。また形式末尾のアルファベット一桁部位 「 C 」は、コンテナの使用用途（主たる目的）が 「 危険品の輸送 」を表す記号として付与されている。

## 番台毎の概要

### 0番台

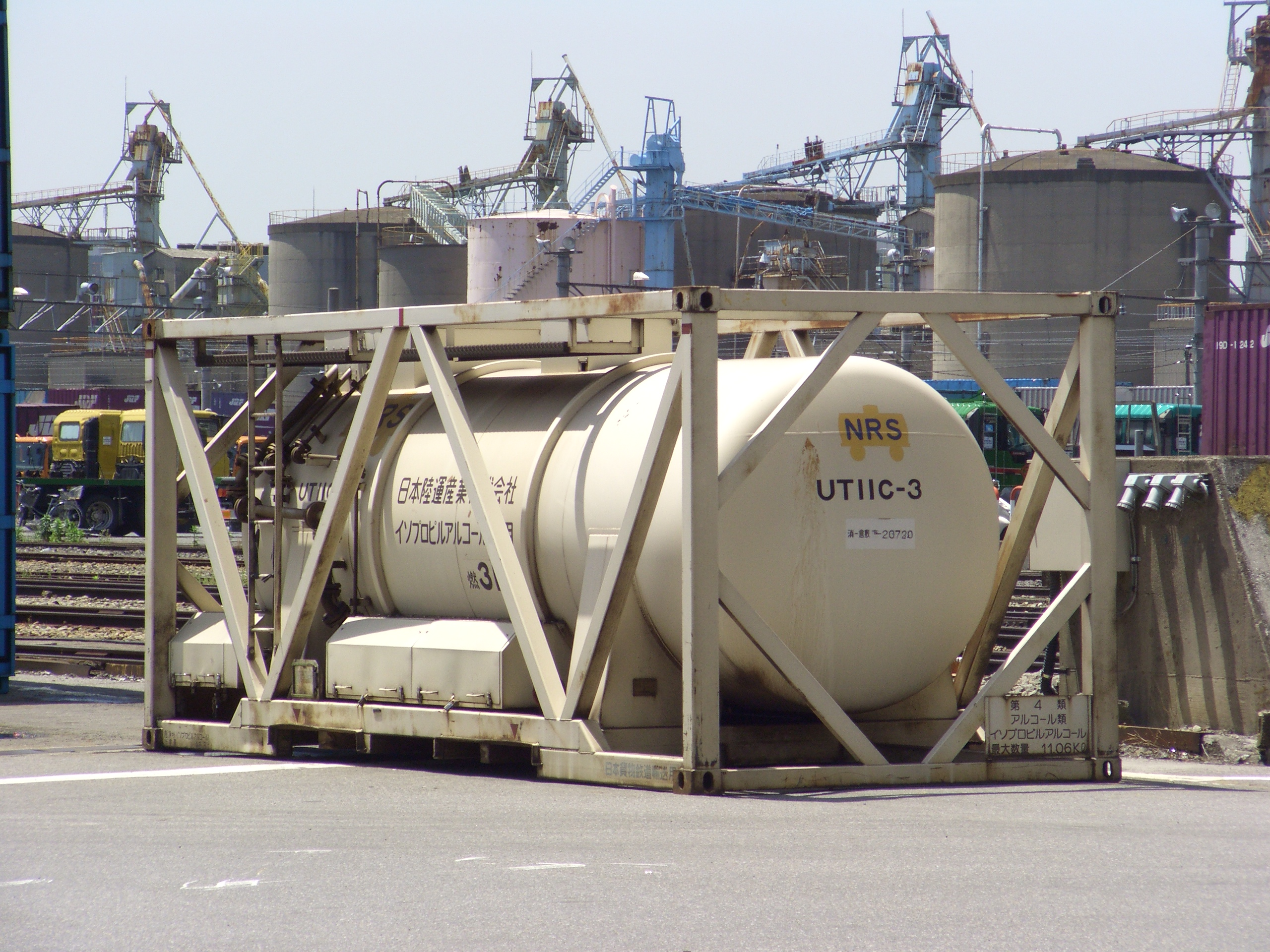
UT11C-3（2007年5月26日撮影）

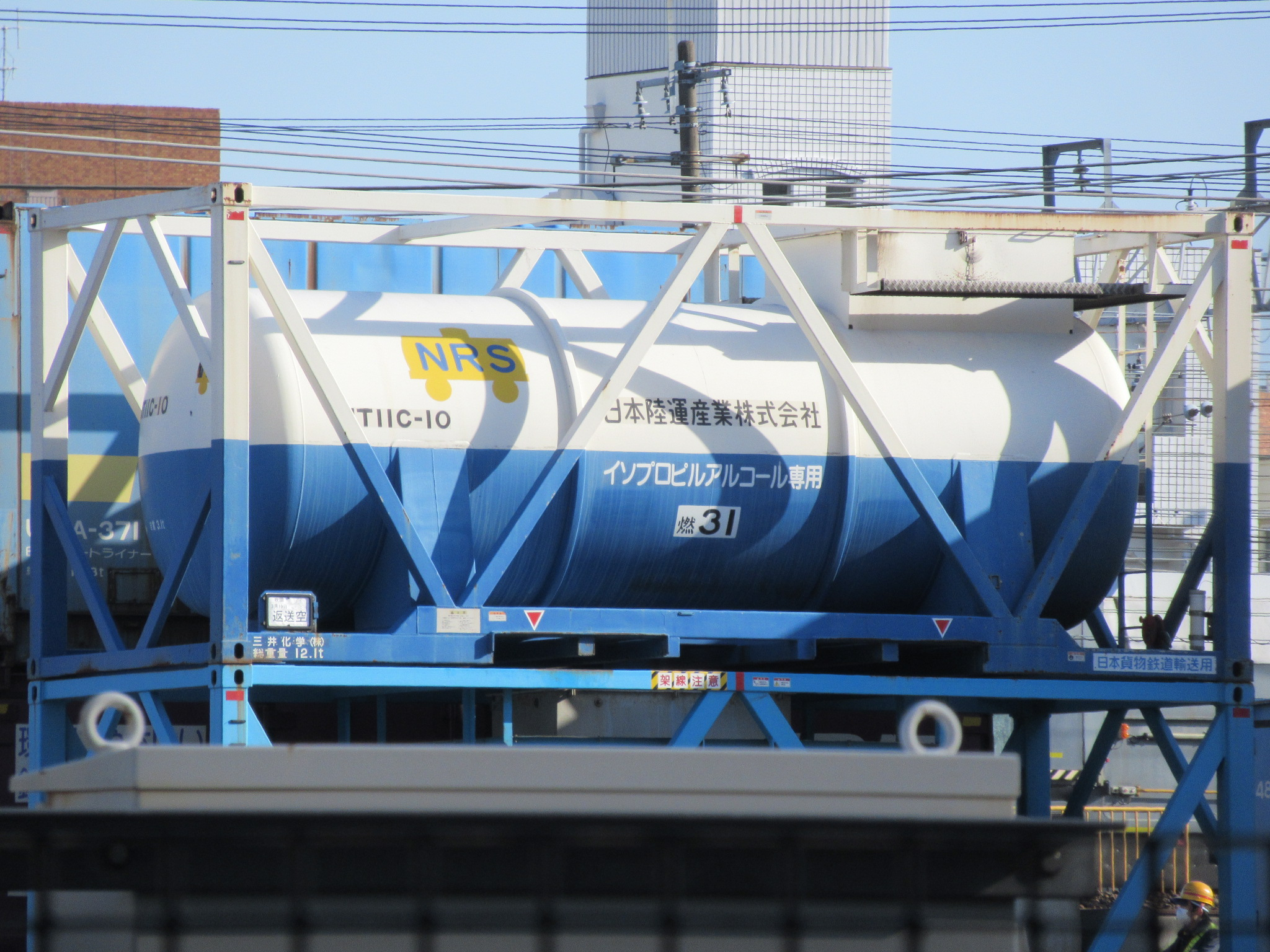
UT11C-10（2020年3月20日撮影）

1 - 10
日陸所有、イソプロピルアルコール専用。
11
日本石油輸送所有、アイソゾール300専用。

### 5000番台

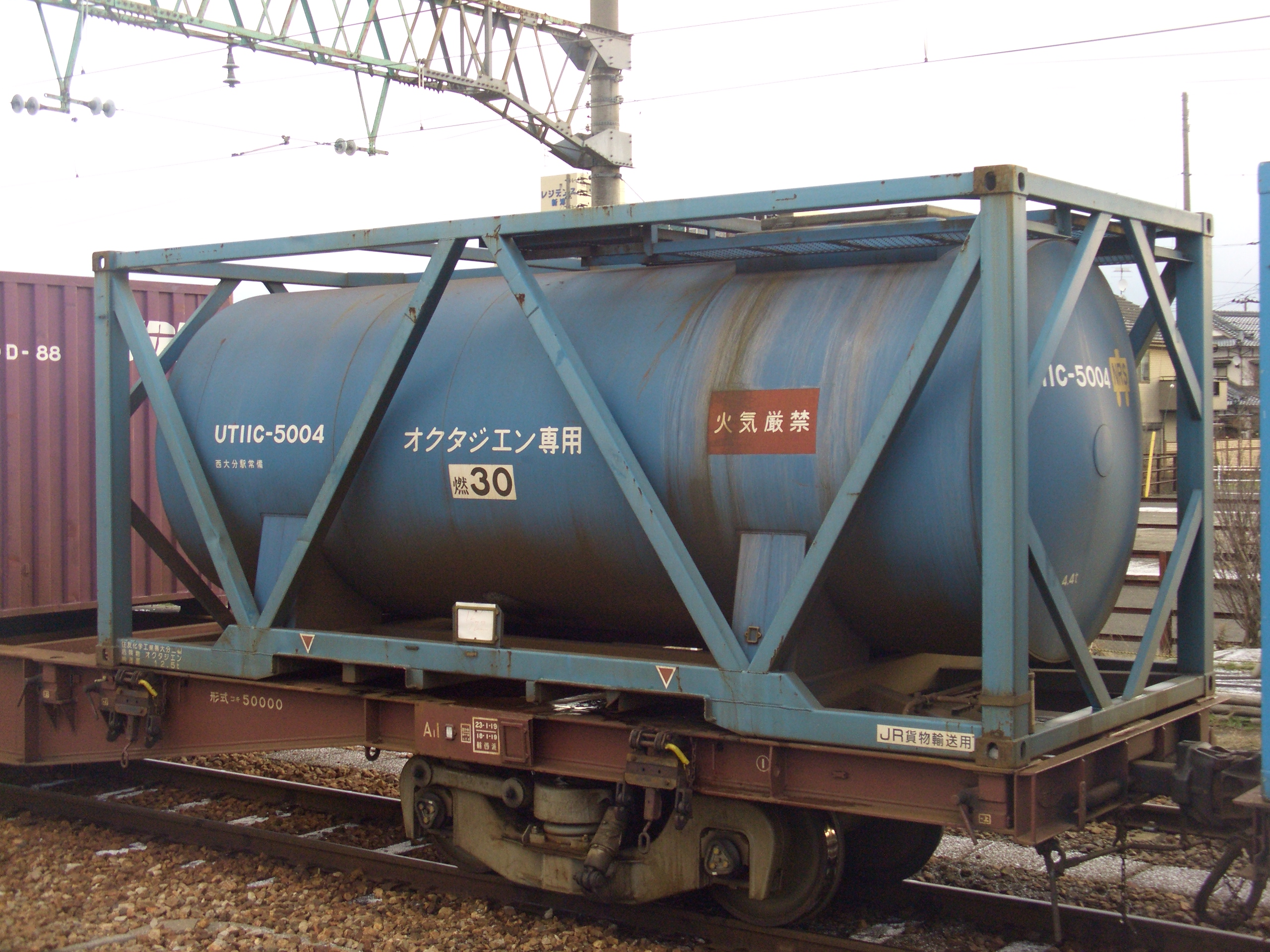
UT11C-5004（2007年1月14日撮影）

5001 - 5004
日陸所有（住友化学工業借受）、オクタジエン専用。
5005 - 5008, 5054, 5055
東洋インキ製造（現・artience）所有、合成樹脂クリヤー塗料専用。
5009
日本石油輸送所有、1・2・4-トリメチルベンゼン専用。
5010, 5011, 5020, 5021, 5073
オロナイトジャパン（現・シェブロンオロナイト）所有、石油添加剤A専用。
5012 - 5019
化成物流（現・三菱ケミカル物流）所有、テトラヒドロフラン専用。
後にヘキセン-1専用に、更に後にエチレングリコール専用に変更。
5022 - 5027, 5030 - 5035, 5058 - 5066
大分ケミカル所有、アクロレイン専用。
5028, 5029
化成物流（現・三菱ケミカル物流）所有、危険物汎用。
5036
関西テック所有（出光興産借受）、絶縁油専用。
5038 - 5053
ダイセル所有、アクロレイン専用。
5056, 5057
京極運輸商事所有、可塑剤専用。
5074, 5075, 5078, 5079
東亞合成所有、アクリル酸ジメチルアミノエチル専用。
5076, 5077
日陸所有、アクリル樹脂溶液専用。
5080
中谷運送所有、グリコソルブ専用。
5081 - 5086
関西化成品輸送所有（同和通運借受）、廃アルカリ専用。最大総重量13.5 t。UT11C-8006 - 8026の改番と見られている。

### 8000番台

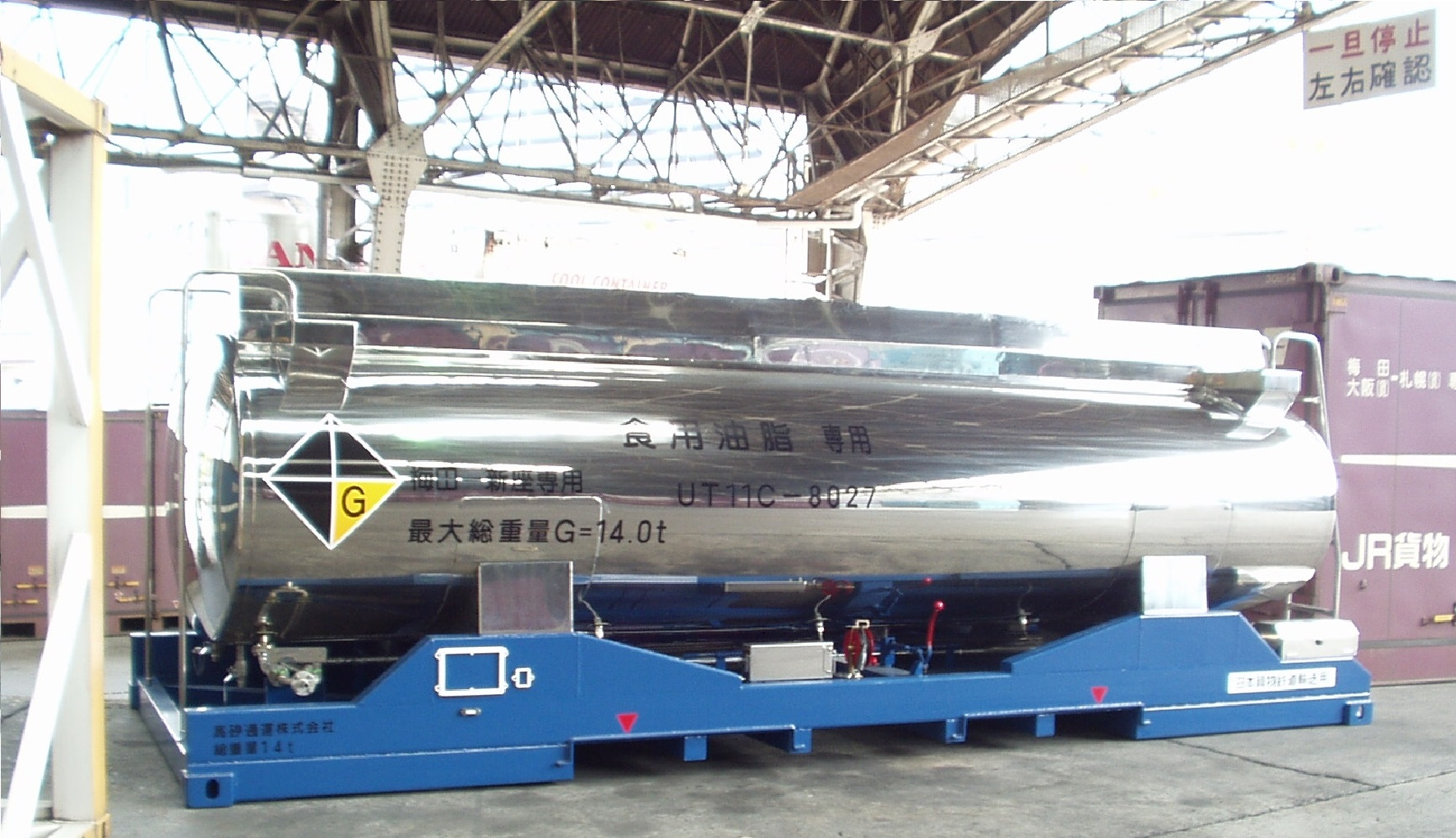
高砂通運通運所有の食用油輸送用。

8001
日産化学工業所有、クロルスルホン酸専用。最大総重量23.7 t（規格外）。コキ100系積載限定。
8002
日産化学工業所有、クロルスルホン酸専用。最大総重量19.5 t（規格外）。コキ100系積載限定。
8003 - 8005
三菱ケミカル物流所有、オキシ塩化リン専用。最大総重量23.0 t（規格外）。コキ100系積載限定。
8006 - 8026
神岡鉱業所有、濃硫酸専用。最大総重量23.7 t（規格外）。神岡鉱山-名古屋間専用。コキ200･106積載限定。
専用種別の性質上、タンク体には侵食性が強い事を意味する「侵」という文字と、「禁水」（加水すると有毒ガスを発生する危険性を有している）という文字、そして「84」という数字が標記されている。
空コンテナの場合はフォークリフトの使用が可能であるが、積コンテナの場合はフォークリフトを使用する事ができなくなるので、トップリフターを用いる。
2006年を最後にコンテナ輸送が終了。その後は関西化成品輸送所有（同和通運借受）となり、廃アルカリ専用・最大総重量13.5 t又は廃塩化カリウム専用・最大総重量15.0 tに変更。コキ200･106積載限定解除。後に廃アルカリ専用へ変更したものはUT11C-5081 - へ改番か。
8027
高砂通運所有、食用油脂専用。最大総重量14.0 t（規格外）。梅田 - 新座間専用。